# Audi A4
Audi A4 este un automobil compact de lux produs de către producătorul auto german Audi din 1994. Este succesorul lui Audi 80.

## B5 A4 (8D) - (1994-2001)
Prima generație de Audi A4 (cunoscută intern sub numele de Typ 8D) a debutat în 1994, fiind produsă pe platforma auto Volkswagen B platform, care mai era utilizată și pentru producerea celei de-a patra generații de Volkswagen Passat.  Avea un motor longitudinal și ca standard tracțiune față, deși mulți proprietari de A4 au optat pentru dotarea opțională de tracțiune integrală quattro.  A4-ul a fost inițial produsă numai în versiunea sedan cu 4-uși; station wagon-ul Avant fiind introdus un an mai târziu.
Un număr mare de motoare a fost disponibil pentru clienții europeni, între 1.6 și 2.8 litri, și un Diesel de 1.9 L disponibil cu noua tehnologie VW "Pumpe Düse" (PD, sau unit injector), capabilă să atingă o putere mare pe atunci de 110 CP (81 kW), deși V6 de 2.8 L, moștenit de la vechiul Audi 80/90, era singurul motor disponibil în America de Nord până în 1997.
Audi A4 a fost primul model al Volkswagen Group care să aibă motorul de 1.8 L 20V cu cinci supape pe cilindru, bazat pe modelul pe care Audi Sport îl dezvoltase pentru modelele de competiție Supertouring.  Exista și o versiune cu turbocompresor capabilă să producă 150 CP (110 kW) și un cuplu de 210 Nm. Această tehnologie a fost implementată și pe noua familie de motoare V6 în 1996, începând cu motorul de 2.8 L V6 30V, care acum producea 193 CP (142 kW).
Audi a prezentat pentru prima dată noua transmisie Tiptronic de pe platforma B5, bazată pe modelul pe care Porsche l-a făcut pentru generația 964 a lui 911. Transmisia este o cutie automată de transmisie care i s-a adăugat un convertor de cuplu, dar care îi oferă conducătorului opțiunea de a conduce mașina fie în mod automat, fie în mod manual de schimbare a vitezelor.
B5 A4 a fost modelul care a schimbat fața brandului Audi. Privit înainte ca un oarecare producător de modele de în categoria de lux, cu impresionantele îmbunătățiri aduse, B5 A4 i-a făcut pe clienți să conștientizeze că mai exista un producător german de modele de lux în afară de BMW și Mercedes-Benz.  Împreună cu conceptul TT (devenit mai târziu model de serie), Audi devenea unul dintre liderii segmentului mașinilor de lux.

### B5 facelift (1998-2001)
Audi a relansat modelul  cu ocazia salonului din 1997 Frankfurt Motor Show, iar vânzările au debutat în Europa la începutul lui 1998.  Pe lângă apariția unui nou motor V6 de 2.8 L cu 30-valve (care înlocuia V6 învechit de 2.8 V6 și 12 valve), cea mai importantă noutate era adăugarea în ofertă a unui nou sortiment de motor diesel V6 TDI de 2.5 L, motor cu 150 CP (110 kW) și quattro standard, precum și o cutie de viteze cu 6-viteze, și apariția unui model de înaltă performanță S4, care acum făcând parte din noua linie de gamă A4 (anterioară S4 era un Audi 100). Noi stopuri, faruri, mânere pentru uși, și alte schimbări de exterior/interior au rotunjit modificările estetice.
La mijlocul lui 1998, motorul de 1.8T disponibil clienților din afara Europei avea acum o putere mărită la 170 PS (125 kW).  Acest lucru a fost posibil prin îmbunătățirea turbocompresorului KKK Ko3 cu o unitate Ko3s(sport). V6 cu 12-valve a fost înlocuit cu unul de  30-valve, care în Europa era disponibil de 2 ani.
În 1999, Audi a introdus un model sport cu o performanță și mai bună, Renn, pentru RS4, care era disponibil ca și RS2 doar în varianta Avant.Modelul RS are frânele de la Porsche.

## B6 A4 (8E) - (2000-2005)
Noul A4, denumit intern Typ 8E, și-a făcut apariția la sfârșitul lui 2000, fabrica fiind pe noua platformă Volkswagen B platform. Noua linie de stil a mașinii a fost inspirată de varianta C5 (cea de-a doua generație) a lui Audi A6.  Modelul de bază de 1.6 L a rămas neschimbat, dar toate celelalte motoare pe benzină au fost, fie retrase, fie aveau mai multă putere.  Turbo-ul de  1.8 L cu 20-valve avea acum 2 noi opțiuni, cu 150 sau 180 CP (110 or 132 kW), acesta cu o cutie de viteze standard de 6-viteze, un 4-cilindri în linie aspirat normal de 1.8 L și un V6 de 2.8 L care a fost înlocuit cu unul de 2.0 L, precum și unul complet din aluminiu de 3.0 L, tot cu 5 valve pe cilindru, dintre care cel mai puternic fiind capabil de 220 CP (162 kW) și un cuplu de 300 Nm.  Motorul 1.9 TDI a fost îmbunătățit ajungând la 130 CP și era disponibil acum și cu versiunea quattro, în timp ce V6-ele TDI de 2.5L avea 180 CP (132 kW) și quattro ca standard.  Avant-ul a apărut la mijlocul lui 2001. Această generație de quattro avea o distribuție egală a cuplului de 50:50, și reglabilă între 25:75 și 75:25.

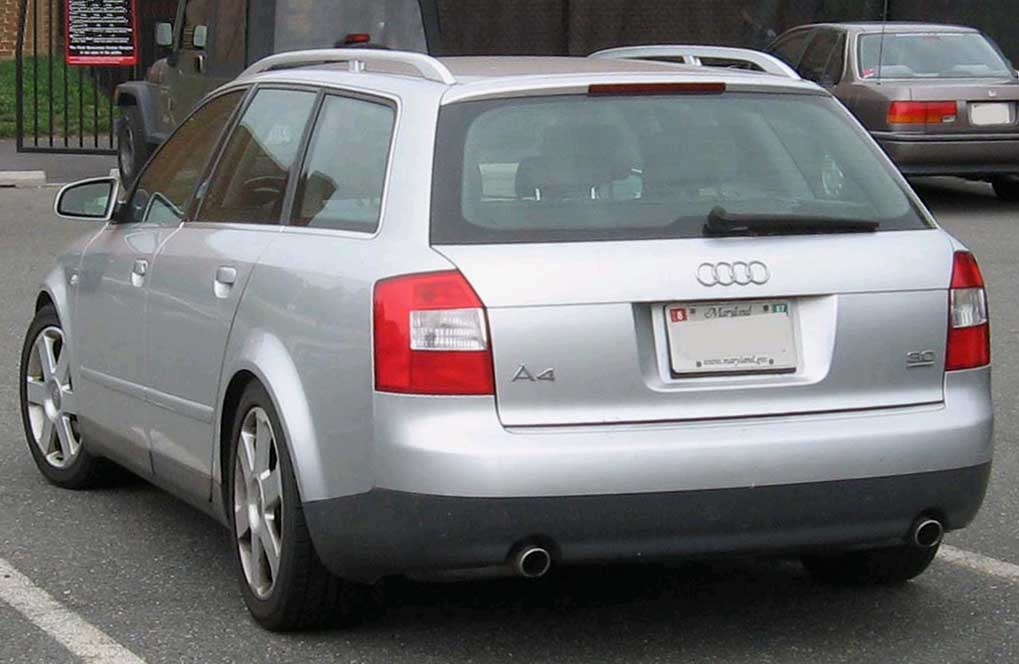
Audi A4 Avant (US)

În 2002, Audi a mărit puterea pentru motoarele Turbo  1.8 la 163 și 190 CP (120 și 140 kW) - 190, ce pot fi identificate cu un T roșu, ambele cu varianta quattro, și pentru varianta intermediară 2.5 TDI la 163 CP.  Un motor de  2.0L cu Fuel Stratified Injection era disponibil.  Un an mai târziu, Audi a reintrodus S4, acum cu o putere de 344 CP (253 kW) 4.2 L V8, precum și un A4 decapotabil (Typ 8H), care înlocuia decapotabila bazată pe Audi 80, scoasă din producție în 1998.  Includea și un acoperiș acționat electric care opera în mai puțin de 30 de secunde precum și unele schimbări stilistice, care mai târziu au apărut și pe versiunile sedan (precum bare vopsite în culoarea caroseriei).
Audi a făcut disponibilă și un sistem de transmisie variabilă continuă, creată de către LuK, numită Multitronic, care înlocuia Tiptronic pentru modelele cu tracțiune față. Trasmisia a fost foarte bine primită de către presa automobilistică, fiind considerată cea mai bună din lume, datorită greutății scăzute și vitezei de operare, care era limitată la modelele de maxim 310 Nm.
Împrumutând de la Audi A6, portbagajul a fost redesenat pentru a se înlocui extensia de pe muchia de sus cu o linie mai rotunjită, iar stopurile sunt parte acum din linia de sus.

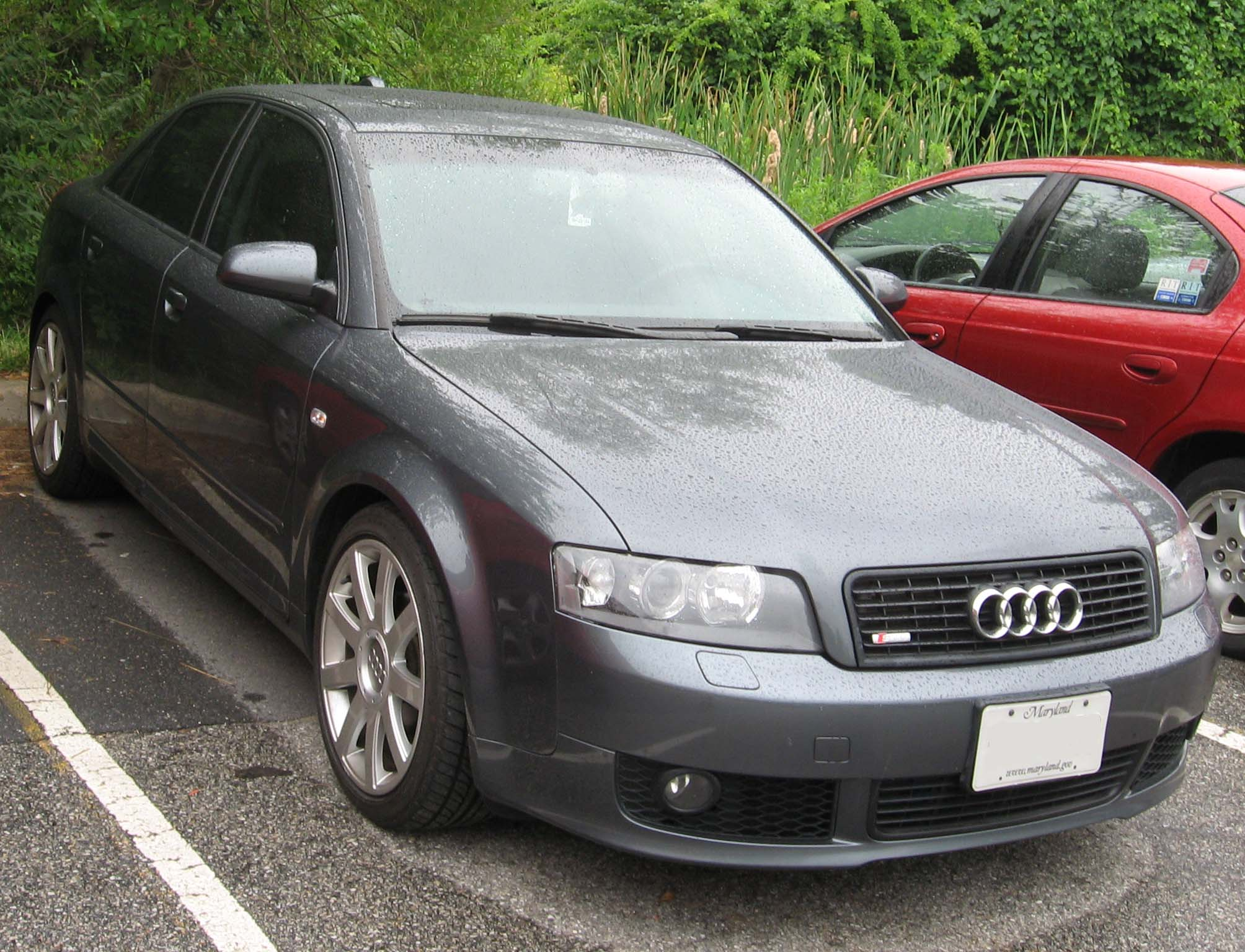
2005 A4 sedan S-Line

Pachetul "Ultra Sport" a fost introdus pe piața din America de Nord la scurt timp după ce B6 l-a înlocuit pe B7.  Includea aluminiu la interior și pe uși, volanul de la S Line, spoilere față și spate, și roți de 18 inchi, care arată identic cu cele de pe RS4.
B6 era disponibil cu următoarele motorizări:
| Motor       | Cilindrii | Putere          |
| ----------- | --------- | --------------- |
| 1.6         | 4         | 102 CP          |
| 2.0 20V     | 4         | 130 CP          |
| 1.8T 20V    | 4         | 150 CP / 163 CP |
| 1.8T S-Line | 4         | 180 CP / 190 CP |
| 3.0 30V     | V6        | 220 CP          |
| S4 4.2      | V8        | 344 CP          |
| 1.9 TDI     | 4         | 100 CP / 130 CP |
| 2.5 TDI     | V6        | 155 CP / 180 CP |

## B7 A4 (8E) (2004-2008)

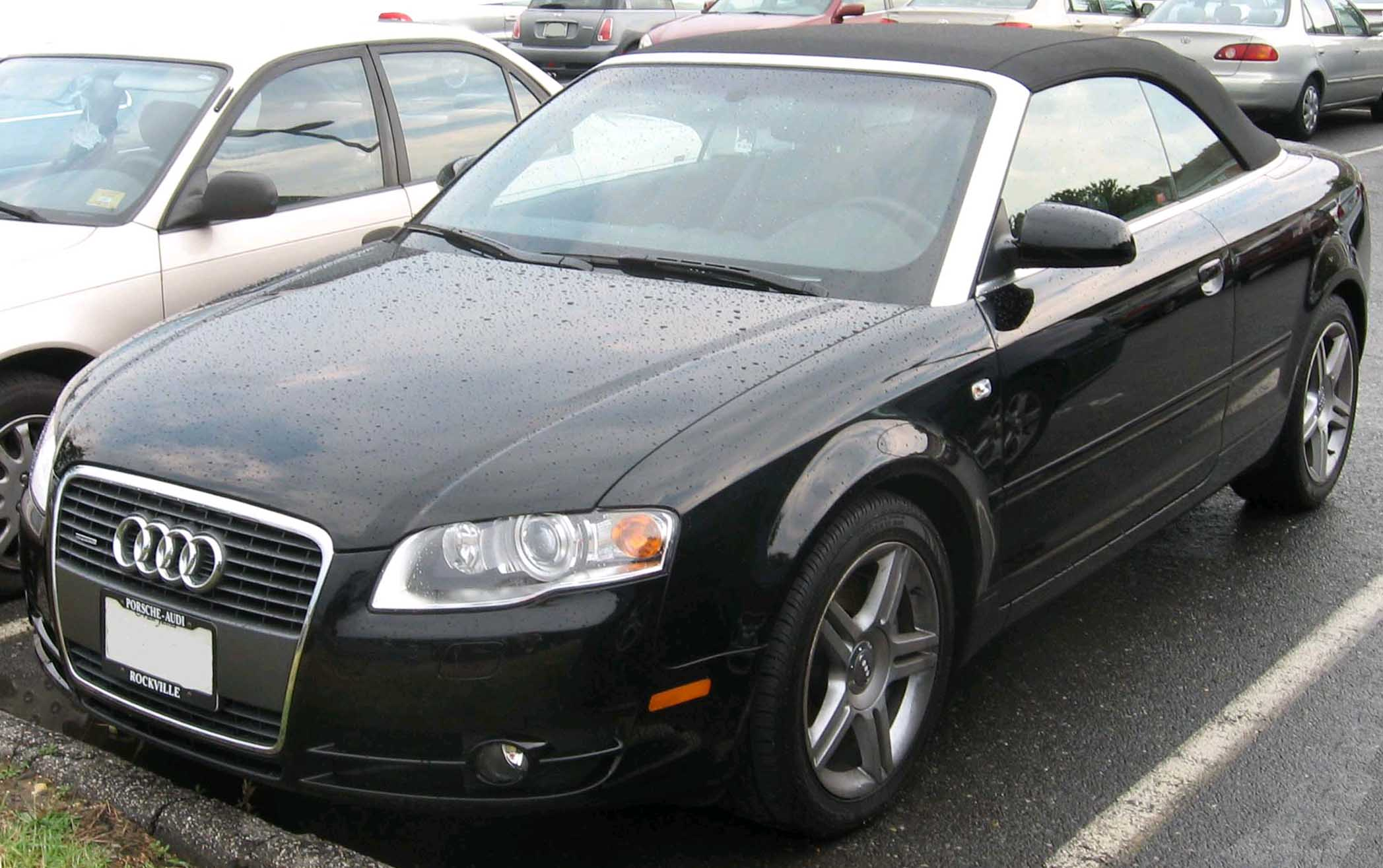
2007 Audi A4 decapotabila (US)

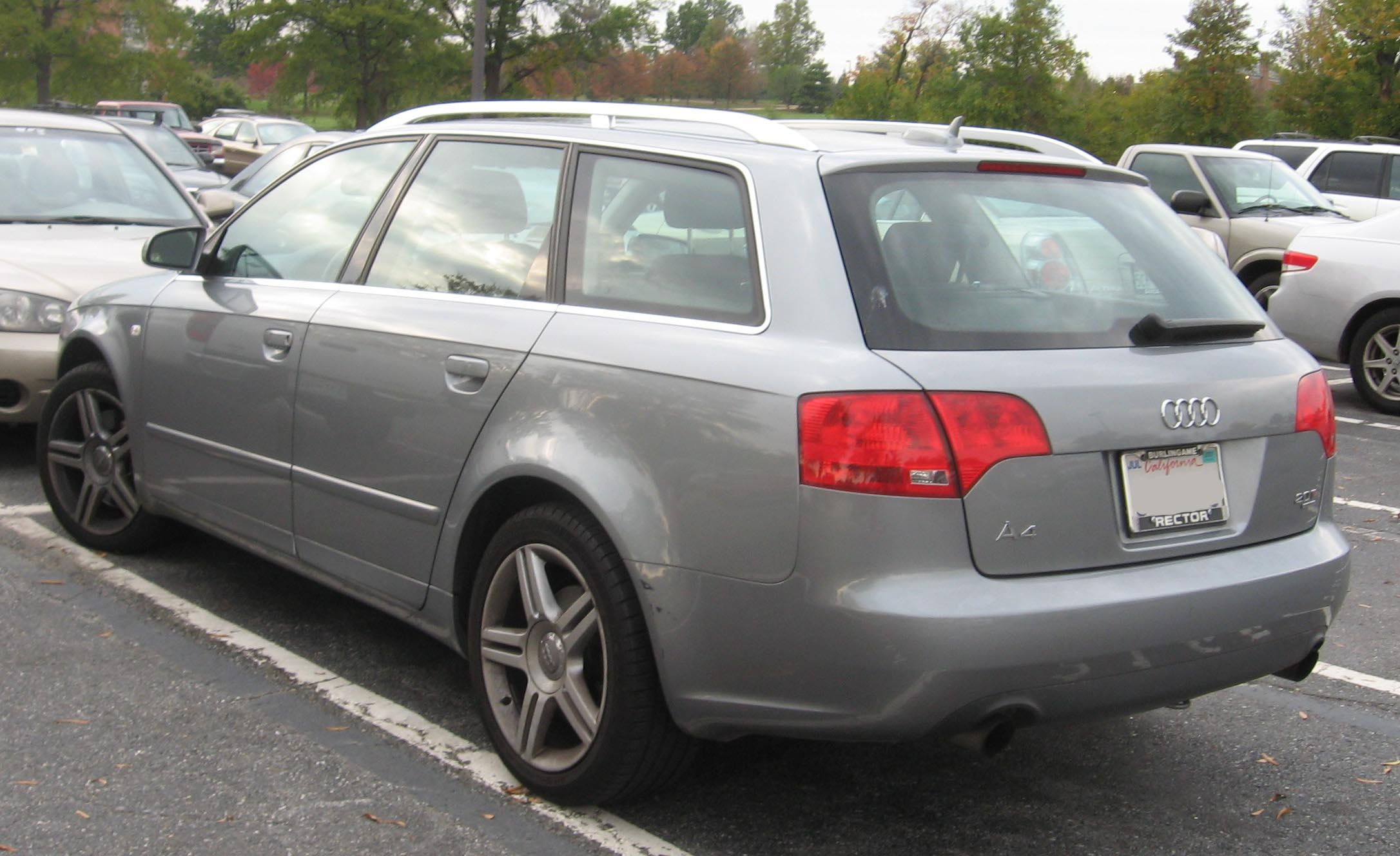
Audi A4 2.0T Avant (US)

Audi a prezentat noul A4 cu multiple schimbări la sfârșitul lui 2004, cu numele intern B7.  Totuși, acest nou A4 încă folosea vechea platformă Volkswagen B6 (PL46) platform, iar șasiul deriva din anteriorul B6, dar avea o manevrabilitate complet revizuită, o geometrie a suspeniislor și un nouă gamă de motoare, sistem de navigație și electronică pentru șasiu (noul sistem ESP 8.0 al lui Bosch).  Nomenclatura internă a lui Audi este PL46 (platforma auto longitudinală de pasageri, mărimea 4, generația 6) atât pentru B6 cât și pentru B7.  Typ 8E și 8H au rămas neschimbate de la A4-ul B6.
Au apărut și noi variante de motorizare.  Apariția Fuel Stratified Injection pe motorul 2.0 TFSI și  V6 FSI 3.2 diesel, precum și alte ajustări, au mărit puterea de la 200 la 255 CP (147 și 188 kW). Ambele aceste motoare au implementat soluția a patru valve pe cilindru. Soluția cu 5-valve pe cilindru era incompatibilă cu sistemul de injecție directă FSI. Motorul TDI de 2.0 L combina acum, pentru prima dată, tehnologia Pumpe Düse (PD) cu 16 valve, în timp ce mai marele TDI 2.5 a fost mărit la 3.0 L, cu o putere de 204 CP (150 kW). Sitemul de tracțiune integrală  Quattro a rămas disponibil pentru toate modelele A4.  Audi a scos cutia manuală cu 5-viteze, înlocuind-o cu una cu 6-viteze. Ca și înainte, transmisia Multitronic a rămas disponibilă pentru modelele cu tracțiune față, iar cea Tiptronic cu 6-viteze este disponibilă pentru modelele cu tracțiune integrală quattro.
În plus față de performantul S4 (S de la Sport), care moștenea sistemul de tracțiune de la S4-ul B6, Audi a reintrodus în gamă un model de înaltă performanță RS4 (RS de la Renn Sport), pentru prima dată pentru caroseriile de tip sedan și cabriolet cu un motor V8 FSI aspirat normal de 4.2L.  Altă apariție notabilă este cea de-a 3 generație a sistemului quattro care folosește acum o distribuție asimetrică a cuplului într-un raport față:spate de 40:60 (acest diferențial asimetric era disponibil la început doar pe RS4, și mai târziu și pe S4).  Restul gamei de A4 folosea un diferențial cu raport egal 50:50). O versiune limitată prezentată pentru prima dată la sfârșitul lui 2005, numită "DTM Edition", a fost reintrodusă în 2006 ca opțiune obișnuită, pentru motorul de 2.0T FSI, care avea o putere de 220 CP (162 kW) și quattro ca standard. Grila frontală a fost schimbată pentru a forma o formă de trapez înaltă, pentru a semăna cu C6 (cea de-a treia generație) de Audi A6.
Modelul B7 decapotabil a venit un an mai tarziu, doar în două variante de caroserie, iar comercializarea a început din februarie 2006. Nou pe versiunea cabrio este motrul de 2.0L TDI, dar care nu dispune de o cutie de transmisie Multitronic.
Audi A4 oferă multe de securitate, precum airbag-uri laterale, frâne cu anti-blocare (ABS), Electronic Stabilization Program, precum și ca opțiune sistemul de transmisie integrală quattro.  A primit premiul [IIHS] "Top Safety Pick For 2007"  Arhivat în 11 octombrie 2007, la Wayback Machine. Arhivat în 20 mai 2007, la Wayback Machine.